# Baiersdorfermühle
Baiersdorfermühle (fränkisch: Baiaschdofa Mühl) ist ein Gemeindeteil der Stadt Baiersdorf im mittelfränkischen Landkreis Erlangen-Höchstadt in Bayern.

## Lage

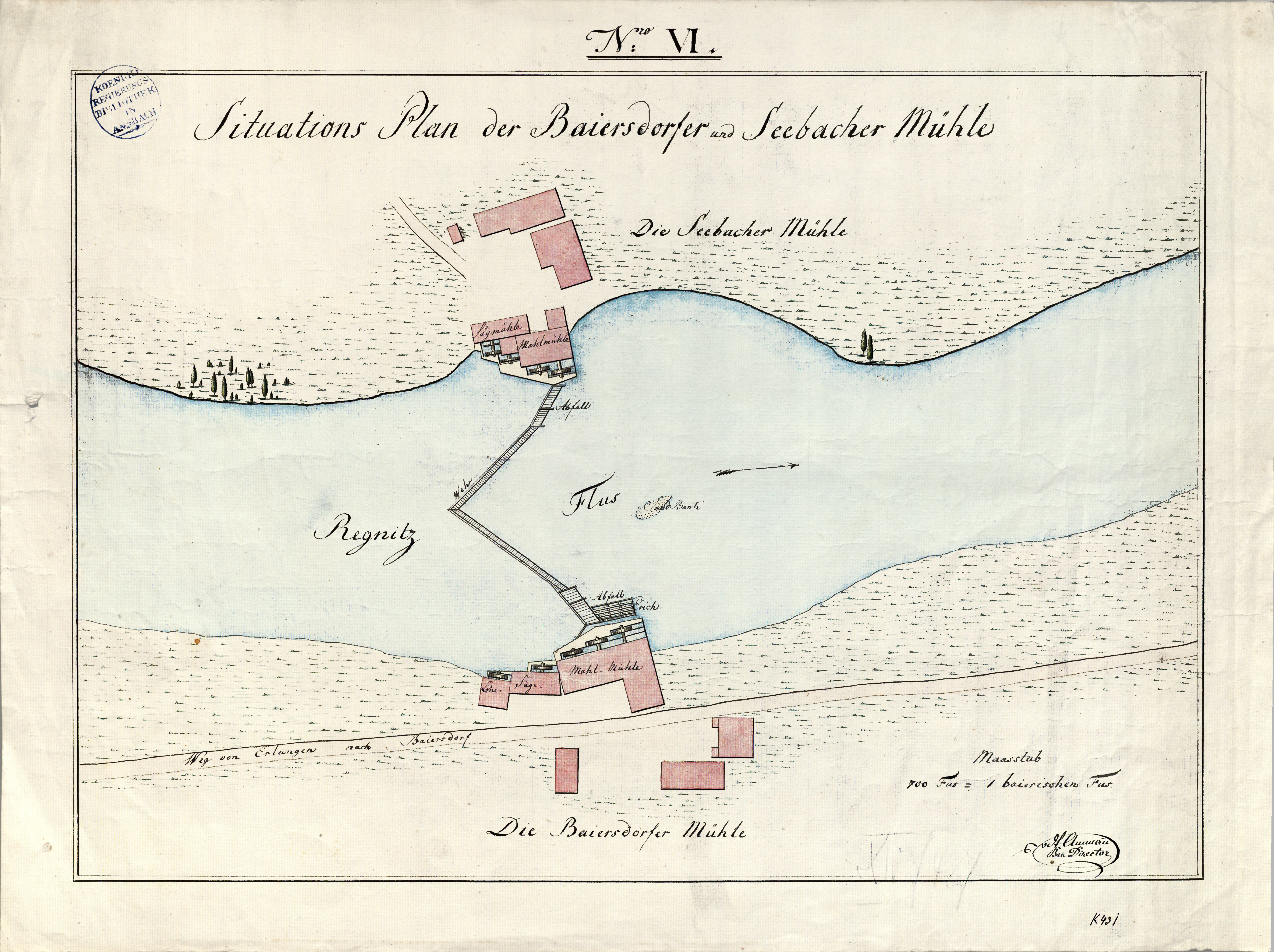
Kleinseebacher und Baiersdorfer Mühle, Situationsplan 1816

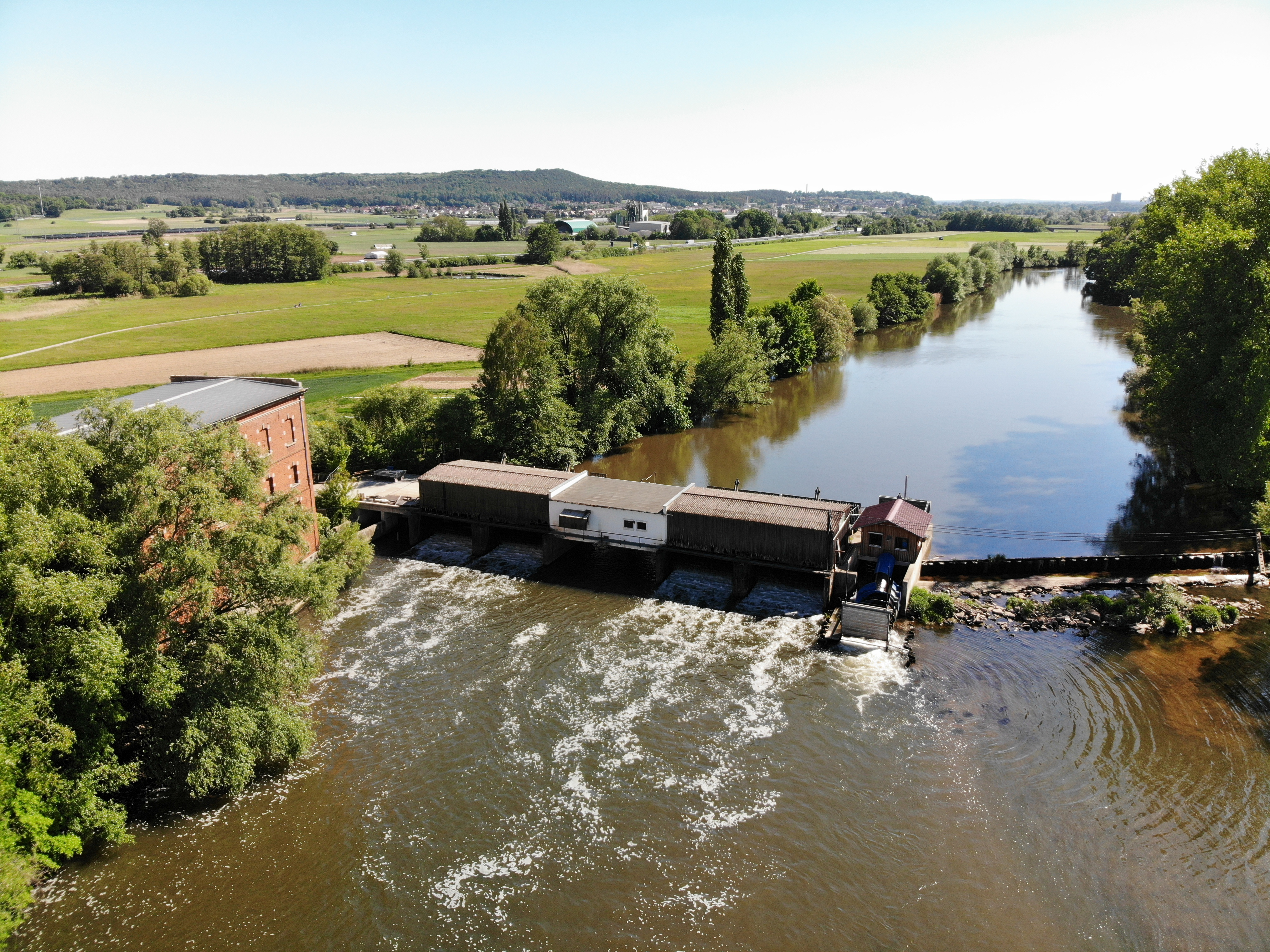
Baiersdorfer Mühle Luftaufnahme (2020)

Die Einöde Baiersdorfermühle liegt in der Gemarkung Baiersdorf, etwa eineinhalb Kilometer südwestlich von Baiersdorf, am rechten Ufer der Regnitz bei Flusskilometer 38,7 am Wehr Baiersdorf. Gegenüber, am anderen Ende des Wehres, also am linken Ufer, liegt die zu Möhrendorf gehörende Kleinseebacher Mühle. Früher waren die beiden Mühlen durch einen Holzsteg verbunden, der zum Schutz gegen Eis und Treibgut im Herbst abgebaut und im Frühjahr nach der Schneeschmelze wieder aufgebaut wurde. Der Steg erlaubte den Verkehr mit Pferdefuhrwerken zwischen Kleinseebach und Baiersdorf. Die Gemeindestraße Mühlweg verbindet die Mühle mit Baiersdorf.
Ein Situationsplan aus dem Jahr 1816 von Ambrosius von Amman zeigt die Lage der Kleinseebacher Mühle am linken Ufer (oben) und der Baiersdorfer Mühle gegenüber am rechten Ufer (unten).

## Geschichte

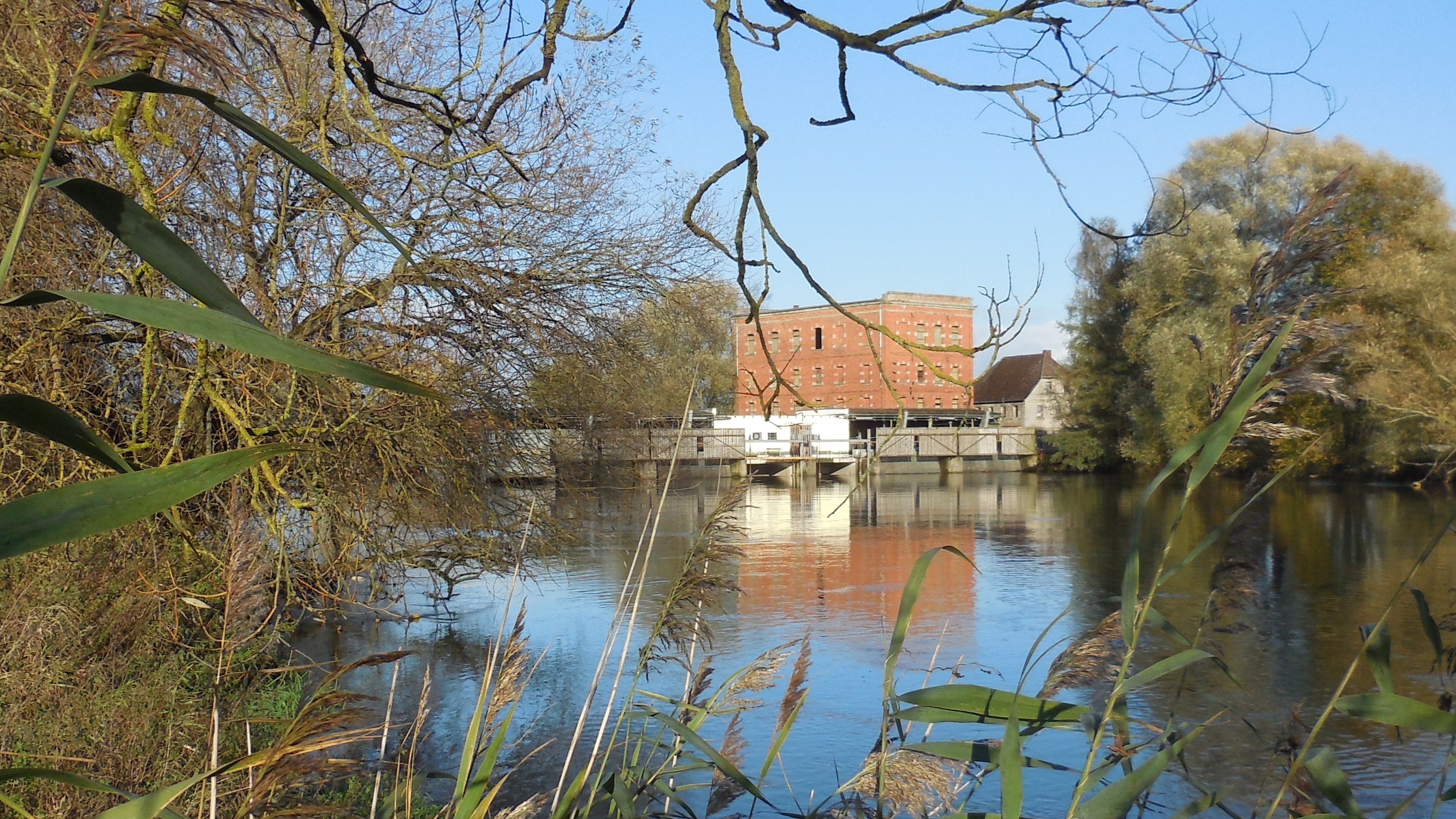
Baiersdorfer Mühle flussabwärts

Die Mühle wurde wohl Anfang des 13. Jahrhunderts errichtet. 1458 wurde sie erstmals urkundlich erwähnt, jedoch namenlos. Aus der Ortsangabe „an der Rednitz [Regnitz] gelegen czu Beyrstorff gehörend“ kann geschlossen werden, dass es sich um die Baiersdorfermühle handelt. 1497 wurde sie als „Brantzmul“ erwähnt. Benannt wurde sie nach dem Familiennamen Brand, wie wohl der damalige Besitzer hieß. Seit 1581 ist auch die Form „Bairstorffer mull“ bezeugt, die ab dem 18. Jahrhundert die allein gebräuchliche wurde. Die Mühle lag im Fraischbezirk des brandenburg-bayreuthischen Oberamtes Baiersdorf. 1778 hatte die Mühle fünf Mahlgänge und einen Gerbgang. Es gab auch eine neu angebaute Schneidmühle, ein zweigädiges Haus, ein Hofhäuslein mit Backofen, Stallung und Stadel.
Unter der preußischen Verwaltung (1792–1806) des Fürstentums Bayreuth erhielt Baiersdorfermühle die Hausnummer 179 des Ortes Baiersdorf. Von 1797 bis 1810 unterstand der Ort dem Justiz- und Kammeramt Erlangen. Im 18. und 19. Jahrhundert hatte die Mühle ihre Blütezeit.

### Lohmühle
Seit 1855 gehörte die Mühle der Familie Koch. Sie diente als Lohmühle zur Zerkleinerung der für die Lohgerberei notwendigen pflanzlichen Gerbmittel, vor allem Fichten- und Eichenrinde. Sie hatte damals sechs Mahlgänge, einen Gerbgang zum Abtrennen von Spelzen und eine Schneidmühle (Sägewerk). Kunden waren die Rotgerber aus dem nahen Erlangen.

### Walzenmühle
1898 brannte die Mühle ab. Sie wurde von Christian Koch († 1918) als „Automatische Walzenmühle Baiersdorf Koch & Gellweiler“ wieder aufgebaut und galt damals als eine der modernsten Walzenmühlen. Der 1900 eingetretene Teilhaber Wilhelm Gellweiler starb 1907. Seitdem war die Mühle wieder im Alleinbesitz der Familie Koch, die Lohn- und Handelsmüllerei betrieb. Seit 1952 wurde sie nicht mehr genutzt und verfiel zunehmend. Später erwarb sie Edmund Brockers, der das Wohnhaus renovierte und das Mühlengebäude für Maschinenbau nutzte. Heute ist die Mühle in Privatbesitz.

### Flusskraftwerk
Die Wasserräder werden heute in einem Flusskraftwerk zur Stromerzeugung genutzt. Besitzer war Edmund Brockers, der damals die Baiersdorfer Mühle und die gegenüberliegende Kleinseebacher Mühle besaß. Im Einsatz waren vier mittelschlächtige und rückschlächtige Wasserräder.
2006 kaufte Martin Bauer das Kraftwerk, der die Anlage umfassend modernisierte und mit einer automatischen Steuerung ausstattete. Die Wasserräder haben einen Durchmesser von etwa 6,5 Metern bei 4 Umdrehungen pro Minute. Ein Getriebe erhöht die Drehzahl auf 600 und ein Riemenantrieb auf 700 Umdrehungen – ausreichend als Antrieb für den Stromgenerator. Je zwei Wasserräder laufen gemeinsam und haben zusammen eine Leistung von 90 kW bei einem Wirkungsgrad von 55 bis 60 %. In der EEG-Jahresmeldung 2008 wird die installierte Leistung mit 300 kW und die Inbetriebnahme mit 1. Juli 2007 angegeben. Auf EnergyMap werden für 2010 255 kW und  1.586.320 kWh/Jahr angegeben.
2007 wurde eine Fischtreppe eingebaut, die 2011 erweitert wurde.
2010 wurde eine Wasserkraftschnecke eingebaut. Sie hat eine Leistung von 60 kW bei einem Wirkungsgrad von 80 bis 82 %. Bei Hochwasser ist der Rückstau des Wassers unterhalb des Wehres so groß, dass sich die Wasserräder nicht mehr drehen. Sie stehen deshalb etwa vier Wochen im Jahr still. Die Wasserschnecke hingegen läuft dauernd.
Im Durchschnitt hat das Kraftwerk eine Leistung von 180 kW. Der erzeugte Strom wird auf der Möhrendorfer Seite in das Stromnetz eingespeist.

### Einwohnerentwicklung
| Jahr      | 001840 | 001861 | 001871 | 001885 | 001900 | 001925 | 001950 | 001961 | 001970 | 001987 |
| Einwohner | 12     | 10     | 14     | 13     | 15     | 4      | 4      | 2      | 1      | 3      |
| Häuser    | 2      |        |        | 1      | 1      | 1      | 1      | 1      |        | 1      |
| Quelle    | [ 14 ] | [ 15 ] | [ 16 ] | [ 17 ] | [ 18 ] | [ 19 ] | [ 20 ] | [ 21 ] | [ 22 ] | [ 1 ]  |

## Religion
Der Ort ist seit der Reformation gemischt konfessionell. Die Lutheraner nach St. Nikolaus (Baiersdorf) gepfarrt, die Katholiken nach St. Josef (Baiersdorf).